# 安东·于哥夫

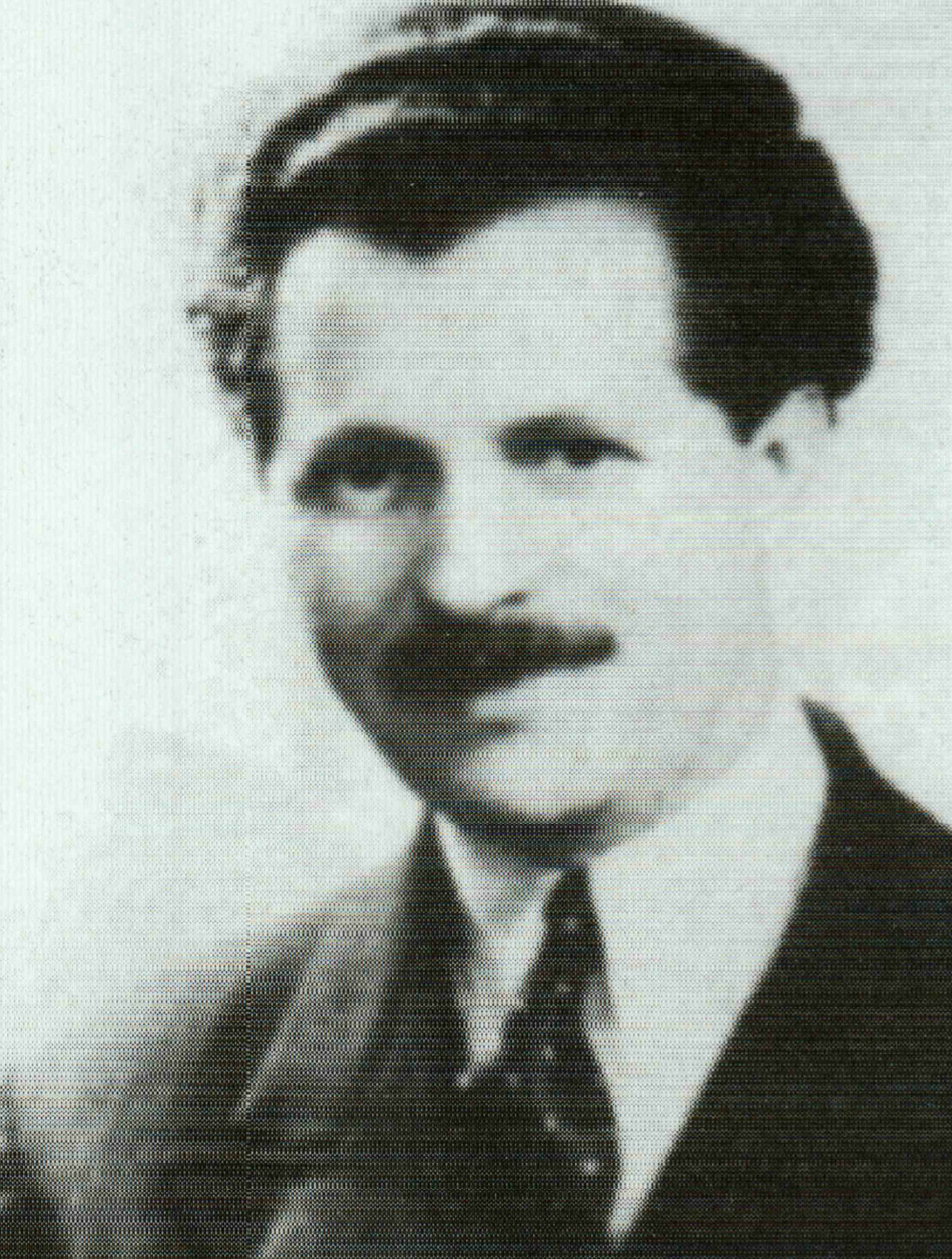
安東·于哥夫

安东·塔内夫·于哥夫 (1904年8月28日—1991年7月6日）保加利亚共产党主要领导人之一，1956年到1962年担任保加利亚部长会议主席。安东·于哥夫是阿尔巴尼亚地拉那荣誉市民。

## 生平
于哥夫出生在奥斯曼马其顿Rugunovets（今天希腊波利卡斯特龙）一个保加利亚家庭，一战之后，他的家人搬到普罗夫迪夫。1921年入保加利亚青年团，1928年转为保加利亚共产党员。1937年当选为保共中央委员、中央政治局委员。于哥夫是保加利亚共产党一名杰出的人物，第二次世界大战期间，试图在南斯拉夫与约瑟普·布罗兹·铁托元帅达成关于两国共产主义者合作的和解，这个倡议由于铁托不接受在1941年流产。1945年重新讨论保加利亚和南斯拉夫结成联盟，由于美国和英国等提出反对，约瑟夫·斯大林亲自介入，告诉两位领导人放弃这个想法。
1944年到1949年他担任内政部长，任内他监督清洗军队的Zveno成员和其他法西斯同情者，而以暴行闻名。1949年在新领导人维尔科·契尔文科夫支持下扳倒副总理特拉伊乔·科斯托夫，但由于没有将科斯托夫处决，被契尔文科夫斥责。
斯大林死后，东欧国家在去斯大林化的过程中，1956年4月的保共中央全会上斯大林主义者契尔文科夫辞去了党内的领导职务，专任部长会议主席一职，由于哥夫接任保加利亚部长会议主席.由于曾批评第一书记托多尔·日夫科夫允许大跃进来影响经济政策，被日夫科夫作为一个潜在的竞争对手。日夫科夫担心于哥夫挑战自己的位置，在尼基塔·赫鲁晓夫支持下，1962年11月在保共召开的八大上，于哥夫被指责"极大地侵犯了社会主义法制"，并使用了经济问题作为一个借口，撤销他的部长会议主席职务。 1990年于哥夫才恢复保共党员身份。